# Erich Sundermann

Erich Sundermann

Erich Sundermann (* 10. Juli 1908 in Stuttgart; † 5. September 1993 in Braunschweig) war ein deutscher Politiker (NSDAP).

## Leben
Nach dem Besuch der Bürgerschule und der Realschule in Stuttgart wurde Sundermann zum Maler ausgebildet, um anschließend in diesem Beruf zu arbeiten. Am 1. Mai 1928 trat Sundermann in die NSDAP ein. Außerdem wurde er Mitglied der Sturmabteilung (SA). 

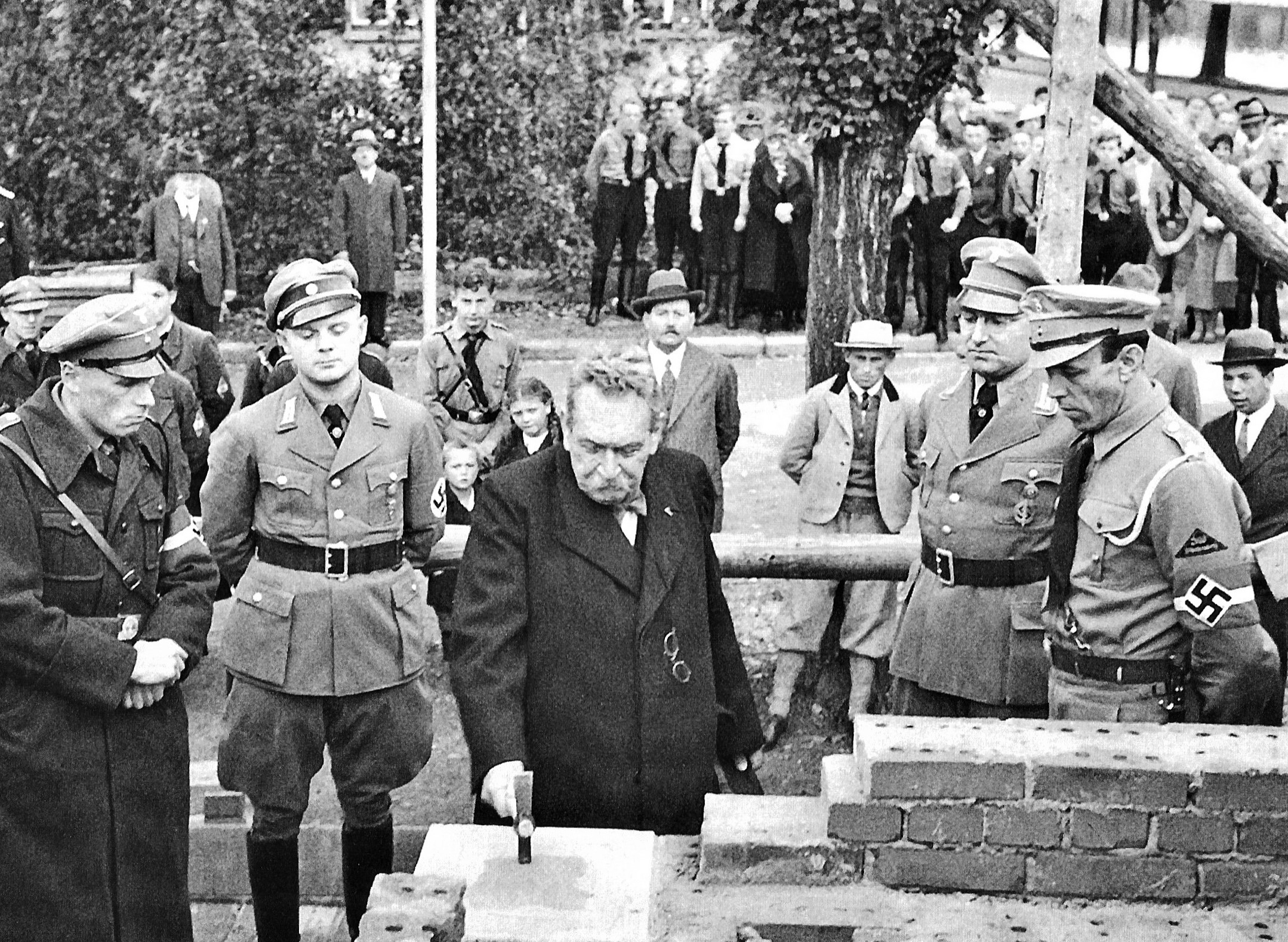
Erich Sundermann (ganz links) als Gebietsleiter der Hitlerjugend in Württemberg bei der Grundsteinlegung des „Hauses der Jugend“ in Tübingen, 20. Oktober 1935.

1931 wurde Sundermann Führer der Stuttgarter Hitler-Jugend (HJ). 1933 wurde er Stabsleiter des Gebietes 20 (Württemberg) der HJ und im Juni 1934 Gebietsführer des HJ-Gebietes Württemberg. Im April 1942 wurde er zum Obergebietsführer der HJ ernannt.
Von März 1936 bis zum Ende der NS-Herrschaft im Frühjahr 1945 war Sundermann als Vertreter des Wahlkreises 31 (Württemberg) Abgeordneter des nationalsozialistischen Reichstags. Außerdem war er Träger des Goldenen Parteiabzeichens. Während des Zweiten Weltkrieges leistete Sundermann beim Westfeldzug 1940 Militärdienst.